# Automat (jídelna)

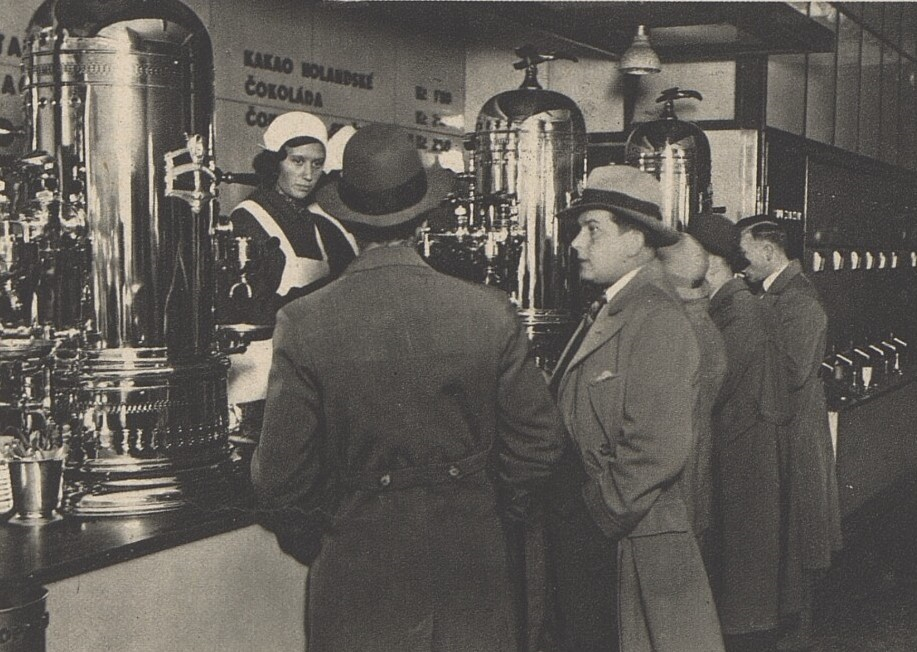
Momentka z pražského automatu Koruna (1932)

Automat byl podnik nabízející rychlé občerstvení, ve kterém se zákazníci sami obsluhovali výběrem pokrmů u prodejního pultu a po jejich zaplacení i odnesením ke stolům. Některé ze stolů mohly mít židle, na něž se strávník během jídla posadil, ale vyskytovaly se též podniky, které měly vysoké stoly, u nichž se při konzumování pokrmů stálo.
Dopolední nabídka se skládala z přesnídávkových polévek (například bramborová, gulášová, dršťková nebo boršč), dále ze salátů s pečivem nebo z obložených chlebíčků. V čase oběda se nabízely nejméně dvě polévky (kupříkladu květáková či hovězí vývar s nudlemi) a dále masitá i bezmasá jídla. Z mas se obvykle nabízelo hovězí, vepřové, telecí či skopové. K tomu se nabízely omáčky (nejčastěji rajská nebo koprová) a přílohy. Mezi bezmasá jídla se řadil smažený květák nebo knedlíky s vejci, popřípadě saláty či kompoty nebo moučníky. Obdobná nabídka se poté objevovala i ve večerní čas.

## Dějiny
V roce 1887 si německý inženýr Max Sielaff nechal v Berlíně patentovat „Selbstthätiger Verkaufsapparat” (samoobslužný prodejní automat). V roce 1896 představila společnost „Deutsche Automaten Gesellschaft” společně s majitelem továrny na čokoládu Ludwigem Stollwerckem a vynálezci Maxem Sielaffem a Theodorem Bergmannem na Berlínské živnostenské výstavě (Berliner Gewerbeausstellung) automatickou restauraci (Automatrestaurant). Hned nato byly v Berlíně (1896) a dalších velkých německých městech otevřeny první secesní a Art deco automatické restaurace, které nesly názvy «Residenz-Automat», «Imperial-Automat» nebo «Palast-Automat», které po vhození mincí nabízely tekutiny, párky, polévky, obložené chlebíčky a zákusky. V roce 1898 se jich nacházelo na území Německa již 50 a postupně se rozšiřovaly po celé Evropě a zámoří. V roce 1925 otevřeli první «Colosseum-Automat» ve Vídni.
V roce 1931 byl otevřen první «Koruna-Automat» v pražském paláci Koruna. V meziválečném Československu si tak mohli občané také po vhození mince natočit z mosazného kohoutku limonádu a z automatického okénka ochutnat obložený chlebíček, oblíbené byly také vepřenky nebo jahodový koktejl. V roce 1948 byl Automat Koruna znárodněn. Část automatu před rokem 1978 ustoupila vstupům metra, definitivně byl uzavřen v roce 1992.

## Příklady automatů
Na území Československa byly automaty v provozu od období první republiky až do sametové revoluce, kdy je povětšinou vystřídaly nadnárodní řetězce, a to i na úkor šíře nabídky jejich produktů. Vliv na ukončení provozu automatů po roce 1990 měla skutečnost, že se do nich v předchozích letech příliš neinvestovalo a ani tamní hygienické podmínky nevyhovovaly.
V Praze bylo možné navštívit:
- automat Koruna na Václavském náměstí, který se objevil i ve filmu Jáchyme, hoď ho do stroje![8]
- Družba (U Vašaty) na Václavském náměstí[1]
- Vaňhova rybárna v pasáži Jalta na Václavském náměstí[8]
- samoobslužná jídelna v pasáži Lucerna na Václavském náměstí[8]
- U Rozvařilů v ulici Na Poříčí[9]
- Černý pivovar na Karlově náměstí[10]
- automat Šárka v Dejvicích[1]
- U Kominíčků na Smíchově u Anděla[1]
- automat Svět na náměstí Dr. Holého v Libni[8]
- Lidová jídelna na Těšnově[1]

V Brně nabízel své služby:
- automat Sputnik[8]